# Eclipse de Bur Sagale

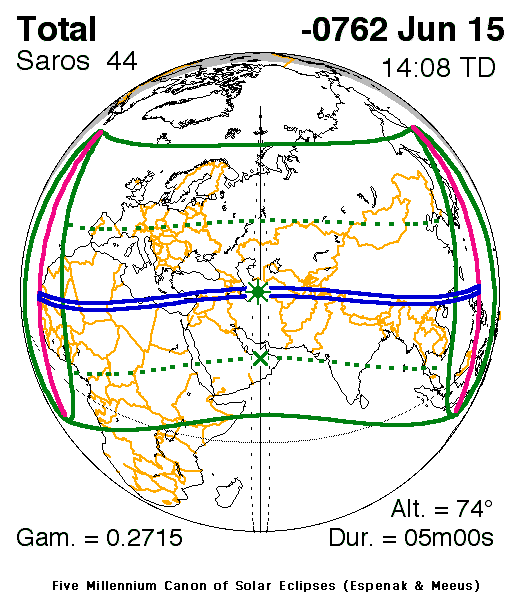

El eclipse de Bur Sagale, también conocido como eclipse asirio, es un eclipse solar registrado en listas de epónimos asirios, que probablemente data del noveno año del reinado del rey Ashur-dan III. El eclipse se identifica con el ocurrido el 15 de junio de 763 a. C. (calendario juliano proléptico).
La entrada es corta y dice:
«[año de] Bur-Sagale de Guzana. Revuelta en la ciudad de Assur. En el mes de Simanu tuvo lugar un eclipse de sol».
La frase utilizada - shamash («el sol») akallu («doblado», «chueco», «torcido», «distorsionado», «oscurecido») - se ha interpretado como una referencia a un eclipse solar desde el primer desciframiento de la escritura cuneiforme a mediados del siglo XIX. El nombre Bur-Sagale (también traducido como Bur-Saggile, Pur-Sagale o Par-Sagale) es el nombre del oficial de limmu en el año epónimo.
En 1867, Henry Rawlinson identificó el eclipse casi total del 15 de junio de 763 a. C. como el candidato más probable (el mes Simanu correspondiente a la lunación de mayo-junio), visible en el norte de Asiria justo antes del mediodía. Esta fecha ha sido ampliamente aceptada desde entonces; la identificación también está respaldada por otras observaciones astronómicas del mismo período.
Este registro es una de las pruebas cruciales que proporciona una cronología absoluta del Antiguo Cercano Oriente para el período asirio.